# Coordinadora Valenciana d'Oenegés per al Desenvolupament
La Coordinadora Valenciana d'Oenegés per al Desenvolupament (CVONGD) és una entitat sense ànim de lucre creada l'any 1992, que coordina les organitzacions no governamental per al desenvolupament del País Valencià, essent la tercera coordinadora d'ONGD per nombre d'entitats adherides de l'estat espanyol.
Pretén aconseguir mitjançant el treball conjunt, que les actuacions de totes les entitats membres siguen sempre el més coordinades, coherents, adequades i respectuoses possible. El seu objectiu fundacional és el de lluitar perquè els ens públics i privats del País Valencià que treballen en cooperació al desenvolupament ho facen en aquest sentit. L'any 2017 comptava amb 91 ONGD membres que tenen les seues seus distribuïdes per tot el territori valencià. La CVONGD representa de forma col·lectiva les entitats que la conformen, davant les institucions i mitjans de comunicació valencians, en els temes transversals de cooperació internacional per al desenvolupament; a més, és una plataforma que proposa i potencia entre les entitats que la componen, serveis i activitats, espais de treball, de formació, reflexió i debat; també promou la solidaritat amb altres agents i plataformes socials a través d'accions conjuntes; i impulsa i potencia el coneixement i la implicació de la societat valenciana en matèria de cooperació internacional al desenvolupament, vetllant per la transparència i gestió de qualitat d'aquesta, segons els codis ètics internacionals.
La Coordinadora promou el comerç just a través de la col·laboració amb l'administració per conscienciar la ciutadania de la importància del consum responsable, així com l'ètica a l'administració pública, promovent la inclusió de criteris ètics, socials i mediambientals en les licitacions i adjudicacions de contractes públics, realitzant jornades formatives i col·laborant en l'edició de materials de suport.
L'any 2017 va rebre la Medalla d'Or de la ciutat de València així com la Distinció de la Generalitat Valenciana al Mèrit per Accions a favor de la Igualtat i per a una Societat Inclusiva com a reconeixement al seu compromís per una societat més solidària, i per posar en valor el treball que desenvolupen les ONGD.

## Cas Blasco
L'any 2012 la Coordinadora es va personar com a acusació popular en la causa del Cas Blasco que ha portat a la cúpula de la desapareguda Conselleria de Solidaritat encapçalada pel conseller de Solidaritat i Ciutadania de la Generalitat Valenciana en el moment dels fets investigats Rafael Blasco Castany, al Tribunal Superior de Justícia de la Comunitat Valenciana, realitzant una campanya per recaptar fons econòmics i assumir el cost de l'acusació popular. Igualment la Coordinadora va impulsar diverses accions comunicatives sota el nom #JusticiaCasoBlasco per defensar la dignitat de la Cooperació al Desenvolupament i de les organitzacions que lluiten per un món més just, en el cas de presumpta malversació de fons públics.